# Gianni Russian
Gianni Russian (Trieste, 17 marzo 1922 – Trieste, 24 novembre 1962) è stato un pittore italiano.

## Biografia
Gianni Russian frequenta l'Istituto d'Arte ai Carmini di Venezia dove riceve la prima educazione artistica e nel 1943 ottiene l'abilitazione all'insegnamento della storia dell'arte. Durante la seconda guerra mondiale viene arruolato nell'esercito italiano e dopo il Proclama Badoglio dell' 8 settembre 1943    viene fatto prigioniero dall'esercito tedesco e recluso in diversi campi di prigionia tra cui il campo di Misburg (Hannover). Durante la prigionia esegue una serie di disegni che rappresentano una testimonianza preziosa e rarissima della vita nei campi di prigionia tedeschi. Dopo quasi due anni viene liberato, il 5 maggio 1945, e rientrato a Trieste frequenta la scuola di nudo del Museo Revoltella dove ha come insegnanti i pittori Carlo Sbisà e Edgardo Sambo. Nel 1949 espone la sua prima personale alla Galleria Trieste e successivamente espone in molte collettive. Si dedica anche all'incisione e all'arredamento marittimo. Collabora con artisti come Ugo Carà e Marcello Mascherini, e con architetti come Umberto Nordio e Giò Ponti
. Nel 1955 partecipa alla VII Quadriennale nazionale d'arte di Roma ed espone anche a Città del Messico. Nel 1957 espone una Mostra d'Arte Decorativa alla Galleria la Chiocciola di Padova. Negli anni 1957-58 esegue un ciclo pittorico per l'ospedale pneumologico  "Santorio Santorio" di Trieste. Dopo la trasformazione dell'ospedale nella Scuola Internazionale Superiore di Studi Avanzati (SISSA) nel 2004, il ciclo pittorico è stato trasferito nel Palazzo Economo presso la Soprintendenza di Trieste. Nel 1960 esegue la Sintesi della meccanizzazione. Forte della sua indiscussa abilità grafica, secondo Elisa Prelli,  Russian volge in chiave ironica le figurine arcaiche di Massimo Campigli e i manichini assemblati di Giorgio de Chirico ed è sicuramente la personalità più sottovalutata nel panorama artistico della seconda metà del ‘900 a Trieste. Un oblio dovuto anche alla sua prematura scomparsa a soli 40 anni per una grave malattia.

## Opere (parziale)
- 1944 Lavoro a Misburg. China su carta, cm 30 x 38
- 1945 Deportati. China su carta, cm 25.5 x 34
- 1949 Macchina da scrivere. China acquerellata su carta bianca, cm 35 x 27,2 Collezione D'Arte Fondazione CRTrieste
- 1957-58 ciclo pittorico per il sanatorio "Santorio Santorio" di Trieste
- 1960 Sintesi della Meccanizzazione. Acrilico su tavola con intarsi, cm 130 x 368 Collezione d'Arte della Fondazione CRTrieste
- 1962 Annunciazione